# Sébastien Gendron
 (mai 2020).
Si vous disposez d'ouvrages ou d'articles de référence ou si vous connaissez des sites web de qualité traitant du thème abordé ici, merci de compléter l'article en donnant les références utiles à sa vérifiabilité et en les liant à la section « Notes et références ».
Pour les articles homonymes, voir Gendron.
Sébastien Gendron, né le 29 novembre 1970 à Talence, est un écrivain français de  romans noirs et de romans jeunesse.

## Biographie
Après un baccalauréat d'arts plastiques, des études de cinéma et beaucoup de « petits boulots », Sébastien Gendron devient réalisateur de séries télé à 32 ans.
Il publie La Jeune Fille et le Cachalot, son premier roman, en 2003. Suivront un recueil de nouvelles et une vingtaine d'autres titres dont Mort à Denise le numéro 266 de la collection du Poulpe.
En parallèle, il collabore à des revues[Lesquelles ?] comme chroniqueur, publie des romans pour la jeunesse et écrit des feuilletons littéraires[Lesquels ?].
France Inter le considère comme un « maître de l'humour noir », RTL comme un "génial perfectionniste du polar".

## Engagement politique
En 2012, il soutient Jean-Luc Mélenchon, candidat du Front de gauche à l'élection présidentielle.

## Publications

### Romans
- La Jeune Fille et le Cachalot, Cylibris, 2003
- Mes amis mortels, Toucan Noir, 2008
- Le Tri sélectif des ordures, Bernard Pascuito, 2008Réédition, Pocket, 2014
- Mort à Denise, Baleine, coll. « Le Poulpe », 2010
- Taxi, take off & landing, Baleine, 2010
- Quelque chose pour le week-end, Baleine, 2011Réédition, Pocket, 2016
- Road tripes, Albin Michel, 2013Réédition, Pocket, 2015
- Zeus, Intervalles/StoryLab, 2013
- La Revalorisation des déchets, Albin Michel, 2015
- My way, Toucan Noir, 2015
- Révolution, Albin Michel, 2017Réédition, Gallimard, coll. « Folio policier » no 907, 2020
- Fin de siècle, Gallimard, coll. « Série noire », 2020, 230 p.  (ISBN 978-2-07-286768-2)Réédition, Gallimard, coll. « Folio policier » no 933, 2021, 256 p. (ISBN 978-2-07-292237-4)
- Chez Paradis, Gallimard, coll. « Série noire », 2022  (ISBN 978-2-072-92547-4)
- Porn Food Scandal, Editions du Petit Écart; 2023  (ISBN 978-2-9561192-8-9)
- Chevreuil, Gallimard, coll. « Série noire », 2024
- Python, Gallimard,, 2025

### Romans jeunesse
- L’Homme à la voiture bleue, Syros, 2014
- Sur la route d'Indianapolis, Magnard Jeunesse, 2016
- Cours, Charles !, Magnard Jeunesse, 2017
- Kaplan, Syros, 2018[4]
- Les Romanichels, In8, coll. Faction, 2022
- Le Chat, le Môme et le Bison, Poulpe Fiction, 2023
- Dans le collimateur, PKJ, 2024

### Nouvelles
- Le Jour où on a tué Margot (recueil) Hache, 2002.
- Fitzpatrick (nouvelle unitaire), Zinc Éditions, 2004.
- Miss Acapulco (nouvelle unitaire), Zinc Éditions, 2005.
- Perte momentanée de contrôle sur l'individu B31 (nouvelle unitaire) Zinc Éditions, 2008.
- Échantillons gratuits ne pouvant être vendus séparément (recueil), Les Petits Matins, 2008.
- Il, ours éditions, 2023

### Ouvrages collectifs
- Si elles savaient (nouvelles), Les Petits matins, 2009
- Paris, le jour (nouvelles), Parigramme, collection 7.5, 2011
- Tapage nocturne (nouvelles), Antidata, 2011
- Les Auteurs du noir contre la différence (nouvelles), Jigal, 2012
- Jusqu'ici tout va bien (nouvelles), Antidata, 2013
- Les Sept Petits Nègres (nouvelles), In Octavo éditions, 2013

### Revues
- L'Ours polar (chroniques), 2004
- Shanghai Express (feuilleton), 2006
- Schnock (chroniques), 2012

## Prix et nomination

### Nomination
- Prix des lecteurs « Quais du Polar » 2025 pour Chevreuil[5]